# Municipio de Byersville
El municipio de Byersville (en inglés, Byersville Township) es un municipio del condado de McLean, Dakota del Norte, Estados Unidos. Tiene una población estimada, a mediados de 2023, de 8 habitantes.
Abarca una zona exclusivamente rural.

## Geografía
Está ubicado en las coordenadas 47°43′54″N 100°38′20″O / 47.73167, -100.63889. Según la Oficina del Censo, tiene una superficie total de 93.41 km², de los cuales 90.17 km² corresponden a tierra firme y 3.24 km² están cubiertos de agua.

## Demografía
Según el censo de 2020, en ese momento había 16 personas residiendo en la zona. La densidad de población era de 0.18 hab./km². La totalidad de los habitantes eran blancos. No había hispanos o latinos viviendo en la región.